# Aculturație

Cele patru forme esențiale de aculturație

Aculturația este un proces de schimbare socială, psihologică și  culturală care rezultă din echilibrarea a două culturi în timp ce se adaptează la cultura predominantă a societății. Aculturația este un proces prin care un individ adoptă, dobândește și se adaptează la un nou mediu cultural ca urmare a plasării într-o nouă cultură sau atunci când o altă cultură este adusă la el. Indivizii dintr-o cultură diferită încearcă să se integreze în noua cultură mai răspândită prin participarea la aspecte ale culturii mai răspândite, cum ar fi tradițiile lor, dar își păstrează în continuare valorile și tradițiile culturale originale. Efectele aculturației pot fi observate la mai multe niveluri, atât la adepții culturii dominante, cât și la cei care sunt asimilați în această cultură.
La nivel de grup, aculturația are adesea ca rezultat schimbări în cultură, practici religioase, asistență medicală și sau alte instituții sociale. Există, de asemenea, ramificații semnificative în ceea ce privește alimentația, îmbrăcămintea și limba celor devin parte a culturii mai cuprinzătoare.
La nivel individual, procesul de aculturație se referă la procesul de socializare prin care persoanele născute în străinătate adoptă valorile, obiceiurile, normele, atitudinile culturale și comportamentele culturii gazdă. Acest proces a fost legat de schimbări în comportamentul zilnic, precum și de numeroase schimbări în bunăstare fizică și psihologică. În timp ce enculturația este folosită pentru a descrie procesul de învățare a primei culturi, aculturația poate fi considerată ca fiind învățarea a celei de-a doua culturi.
În circumstanțe normale, care se întâlnesc în mod obișnuit în societatea actuală, procesul de aculturație are loc în mod normal pe o perioadă mare de timp, de-a lungul a câteva generații. Forța fizică poate fi observată în unele cazuri de aculturație, ceea ce poate face ca aceasta să se producă mai rapid, dar nu este o componentă principală a procesului. Mai frecvent, procesul are loc prin presiune socială sau prin expunerea constantă la cultura gazdă mai răspândită.
Cercetătorii din diferite discipline au elaborat peste 100 de teorii diferite ale aculturației., dar conceptul de aculturație a fost studiat științific abia din 1918. Fenomenul de aculturație a fost definit, între alții, și de istoricul francez Alphonse Dupront (1905-1990) : „mișcarea unui individ, a unui grup, de la o cultură spre o altă cultură, deci un dialog, o experiență,o confruntare”. Aculturația prezintă modul în care un individ sau un grup social „descoperă un altul, se adaptează sau se transformă până a reuși într-o zi să se confunde”. Pe măsură ce a fost abordat în diferite momente din domeniile psihologiei, antropologiei și sociologiei, au apărut numeroase teorii și definiții pentru a descrie elemente ale procesului de aculturație. În ciuda definițiilor și a dovezilor că aculturația presupune un proces de schimbare în ambele sensuri, cercetarea și teoria s-au concentrat în principal asupra ajustărilor și adaptărilor făcute de minorități precum imigranți, refugiați și populație indigenă ca răspuns la contactul lor cu majoritatea dominantă. Cercetările contemporane s-au concentrat în primul rând asupra diferitelor strategii de aculturație, asupra modului în care variațiile în aculturație afectează indivizii și asupra intervențiilor menite să faciliteze acest proces.
În ciuda definițiilor și a dovezilor că aculturația implică un proces de schimbare în ambele sensuri, cercetarea și teoria s-au concentrat în principal asupra ajustărilor și adaptărilor făcute de minorități precum imigranți, refugiați și populație indigenă ca răspuns la contactul lor cu majoritatea dominantă. Cercetările contemporane s-au concentrat în principal asupra diferitelor strategii de aculturație, asupra modului în care variațiile în aculturație afectează indivizii și asupra intervențiilor menite să faciliteze acest proces.

## Abordări istorice
Istoria civilizației occidentale, și în special istoria Europei și a Statelor Unite, este definită în mare măsură de modelele de aculturație. Una dintre cele mai notabile forme de aculturație este imperialismul, cel mai frecvent precursor al schimbărilor culturale directe. Deși aceste schimbări culturale pot părea simple, rezultatele combinate sunt atât puternice, cât și complexe, având un impact atât asupra grupurilor și indivizilor din cultura de origine, cât și asupra culturii gazdă. Antropologii, istoricii și sociologii au studiat aproape exclusiv aculturația cu cultura dominantă, în primul rând în contextul colonialismului, ca urmare a expansiunii popoarelor vest-europene în întreaga lume în ultimele cinci secole.
Prima teorie psihologică a aculturației a fost propusă în studiul din 1918 al lui W.I. Thomas și Florian Znaniecki, Țăranul polonez în Europa și America. Studiind imigranții polonezi din Chicago, ei au ilustrat trei forme de aculturație care corespund la trei tipuri de personalitate: boem (care adoptă cultura gazdă și își abandonează cultura de origine), filistin (care nu reușește să adopte cultura gazdă, dar își păstrează cultura de origine) și tipul creativ (capabil să se adapteze la cultura gazdă, păstrându-și cultura de origine). În 1936, Redfield, Linton și Herskovits au oferit prima definiție utilizată pe scară largă a aculturației, după cum urmează:
Acele fenomene care rezultă atunci când grupuri de indivizi cu culturi diferite intră în contact direct și continuu, cu modificări ulterioare ale modelelor culturale originale ale unuia sau ale ambelor grupuri..conform acestei definiții, aculturația se deosebește de..asimilare, care este uneori o fază a aculturației.
Cu mult înainte de apariția eforturilor de integrare rasială și culturală în Statele Unite, procesul obișnuit era asimilarea. În 1954, cartea lui Milton Gordon, Assimilation in American Life, a descris șapte etape ale procesului de asimilare, creând astfel premisele pentru literatura de specialitate pe această temă. Mai târziu, Young Yun Kim a reluat ideile lucrării lui Gordon, dar a susținut că adaptarea interculturală este un proces în mai multe etape. Teoria lui Kim s-a axat pe natura unitară a proceselor psihologice și sociale și pe interdependența funcțională reciprocă a mediului personal și funcțional.
Deși acest punct de vedere a fost primul care a fuzionat factorii micro-psihologici și macro-sociali într-o teorie integrată, el se concentrează în mod clar pe asimilare mai degrabă decât pe integrarea rasială sau etnică. În abordarea lui Kim, asimilarea este uniliniară, iar „vizitatorul” trebuie să se conformeze culturii grupului majoritar pentru a fi „competent din punct de vedere comunicativ”. Potrivit lui Gudykunst și Kim (2003)  „procesul de adaptare transculturală implică o interacțiune continuă de deculturare și aculturație care determină schimbarea străinilor în direcția asimilării, cel mai înalt grad de adaptare imaginabil din punct de vedere teoretic.” Acest punct de vedere a fost puternic criticat, deoarece definiția științei biologice a adaptării se referă la mutația aleatorie a unor noi forme de viață, nu la convergența unei monoculturi (Kramer, 2003).
În contradicție cu versiunea lui Gudykunst și Kim despre evoluția adaptativă, Eric M. Kramer a dezvoltat teoria fuziunii culturale ( 2010, 2000a, 1997a, 2000b, 2011, 2012) menținând niște distincții clare, conceptuale, între asimilare, adaptare și integrare. Potrivit lui Kramer, asimilarea presupune conformarea la o formă preexistentă. Teoria lui Kramer (2000a, 2000b, 2000c, 2003, 2009, 2011) privind fuziunea culturală, care se bazează pe teoria sistemelor și pe hermeneutică, susține că este imposibil ca o persoană să se deprindă pe sine și că, prin definiție, „creșterea” nu este un proces cu sumă zero, care necesită deziluzionarea unei forme pentru ca o alta să ia naștere, ci mai degrabă un proces de învățare a unor noi limbi și repertorii culturale (moduri de a gândi, de a găti, de a se juca, de a lucra, de a se închina și așa mai departe). Cu alte cuvinte, Kramer susține că nu este nevoie să dăm uitării o limbă pentru a învăța o limbă nouă și nici nu trebuie să dăm uitării cine suntem pentru a învăța noi moduri de a dansa, de a găti, de a vorbi și așa mai departe. Spre deosebire de Gudykunst și Kim (2003), Kramer susține că această îmbinare a limbii și a culturii are ca rezultat complexitatea cognitivă, sau capacitatea de a trece de la un repertoriu cultural la altul. Pentru a simplifica ideile lui Kramer, învățarea este mai degrabă o creștere decât o dezvățare.

## Modele conceptuale

### Teoria acumulării dimensionale și disocierii
Deși există numeroase modele de aculturație, cele mai complete modele iau în considerare schimbările care au loc la nivel de grup și la nivel individual, ale ambelor grupurilor care interacționează. Pentru a înțelege aculturația la nivel de grup, trebuie să analizăm mai întâi natura celor două culturi înainte de a intra în contact una cu cealaltă. O abordare utilă este cea a lui Eric Kramer  - Teoria acumulării dimensionale și disocierii DAD (Dimensional Accrual and Dissociation). Două premise fundamentale ale teoriei DAD a lui Kramer sunt conceptele de hermeneutică și semiotică, care conchide că identitatea, semnificația, comunicarea și învățarea depind de diferențe sau variații. Conform acestui punct de vedere, asimilarea totală ar duce la o monocultură lipsită de identitate, semnificație și comunicare personale. Teoria DAD a lui Kramer utilizează, de asemenea, concepte ale mai multor cercetători, în special ale lui Jean Gebser și Lewis Mumford, pentru a sintetiza explicațiile expresiilor și diferențelor culturale observate pe scară largă. Teoria lui Kramer identifică trei stiluri de comunicare (idolatric, simbolic sau semnalizator) pentru a explica diferențele culturale. Este important de remarcat faptul că, în această teorie, niciun mod de comunicare nu este superior în mod inerent și nu se sugerează o soluție finală pentru conflictul intercultural. În schimb, Kramer propune trei teorii integrate: teoria acumulării dimensionale și disocierii, teoria fuziunii culturale și teoria schimbării culturale.
De exemplu, conform teoriei DAD a lui Kramer, o statuie a unui zeu într-o comunitate idolatră este zeul însuși, iar furtul ei este o infracțiune extrem de pedepsită. De exemplu, mulți oameni din India cred că statuile zeului Ganesha sunt chiar zeul, iar să iei astfel de statuie/zeu din templul său este mai mult decât un furt, este o blasfemie. Realitatea idolatră implică o puternică identificare emoțională, unde o relicvă sfântă nu simbolizează pur și simplu sacrul, ci este sacră. În schimb, un crucea creștină are o natură simbolică, reprezentând un simbol al lui Dumnezeu. În fine, modalitatea semnalizatoare este mult mai puțin emoțională și din ce în ce mai disociată.
Kramer se referă la schimbările din fiecare cultură datorate aculturației ca fiindcoevoluții. Kramer abordează, de asemenea, ceea ce el numește calitățile vectorilor de ieșire, care se referă la natura contactului dintre vechea și noua cultură. Kramer folosește expresia "potențial de interacțiune" pentru a se referi la diferențele dintre procesele aculturative individuale sau de grup. De exemplu, procesul de aculturație este foarte diferit dacă o persoană intră în țara gazdă ca imigrant sau ca refugiat. Mai mult decât atât, această idee cuprinde importanța modului în care o cultură gazdă este receptivă față de nou-venit, cât de ușor este pentru nou-venit să interacționeze cu gazda și să o cunoască, precum și modul în care această interacțiune afectează atât noul venit, cât și gazda.

### Modele cvadruple
Modelul cvadruplu este un model biliniar care clasifică strategiile de aculturație de-a lungul a două dimensiuni. Prima dimensiune se referă la păstrarea sau respingerea culturii minoritare sau native a unui individ (de exemplu, „Se consideră că este valoroasă păstrarea identității și a caracteristicilor proprii?”), în timp ce a doua dimensiune se referă la adoptarea sau respingerea grupului dominant sau a culturii gazdă. ( „Se consideră că este valoros să se mențină relații cu societatea în general?”) De aici rezultă patru strategii de aculturație.
- Asimilarea are loc atunci când indivizii adoptă normele culturale ale unei culturi dominante sau ale culturii gazdă, în locul culturii lor originale. Uneori este forțată de către guverne.
- Segregarea apare atunci când indivizii resping cultura dominantă sau cultura gazdă în favoarea păstrării culturii lor de origine. Separarea este adesea facilitată de imigrația în enclave etnice.
- Integrarea apare atunci când indivizii pot adopta normele culturale ale culturii dominante sau ale culturii gazdă, păstrându-și în același timp cultura de origine. Integrarea duce la și este adesea sinonimă cu Biculturalism⁠(d).
- Marginalizarea apare atunci când indivizii resping atât cultura lor de origine, cât și cultura gazdă dominantă.

Studiile sugerează că strategia de aculturație a indivizilor poate diferi între sferele vieții private și publice. De exemplu, un individ poate respinge valorile și normele culturii dominante în viața sa privată (separare), în timp ce se poate adapta la cultura dominantă în părțile publice ale vieții sale (de exemplu, integrare sau asimilare).

### Modele de extrapolare ale strategiilor de aculturație
Modelele cvadruple folosite pentru a descrie atitudinile individuale ale imigranților sunt paralele cu modelele folosite pentru a descrie așteptările de grup ale societății în general și modul în care grupurile ar trebui să se adapteze. Într-un „creuzet social”, în care este promovată o cultură armonioasă și omogenă, asimilarea este strategia de aculturație urmărită. În societățile  segregaționiste, în care oamenii sunt separați în grupuri rasiale, etnice și/sau religioase, este urmărită o strategie de aculturație prin separare. Într-o societate multiculturalistă, în care sunt acceptate și apreciate mai multe culturi, indivizii sunt încurajați să adopte o abordare integraționistă a aculturației. În societățile în care este promovată excluderea culturală, indivizii adoptă adesea strategii de aculturație de excludere socială.
Atitudinile față de aculturație și, prin urmare, gama de strategii de aculturație disponibile, nu au fost consecvente în timp. De exemplu, în cea mai mare parte a istoriei americane, politicile și atitudinile s-au bazat pe ierarhiile etnice stabilite, cu o așteptare de asimilare într-un singur sens pentru imigranți europeni predominant albi. Deși noțiunea de pluralism cultural a existat încă de la începutul secolului XX, recunoașterea și promovarea multiculturalismului nu a devenit evidentă în America de Nord decât în anii 1980. Separatismul poate fi văzut și astăzi în comunitățile religioase autonome, cum ar fi amish și hutteri.
Mediul imediat influențează, de asemenea, disponibilitatea, avantajul și selecția diferitelor strategii de aculturație. Pe măsură ce indivizii imigrează în segmente inegale ale societății, imigranții din zonele aflate la un nivel inferior al ierarhiilor economice și etnice se pot confrunta cu o mobilitate socială limitată și cu apartenența la o comunitate dezavantajată. Aceasta poate fi explicată prin teoria asimilării segmentate, care este utilizată pentru a descrie situația în care indivizii sau grupurile de imigranți sunt asimilați în cultura diferitelor segmente ale societății din țara gazdă. Rezultatul intrării în clasa superioară, clasa de mijloc sau clasa inferioară este determinat în mare măsură de statutul socioeconomic al ultimei generații. Într-un studiu la scară largă, la care au participat imigranți din 13 țări gazdă a imigranților, experiența discriminării a fost corelată pozitiv cu menținerea culturii etnice a imigranților. Cu alte cuvinte, imigranții care își păstrează practicile și valorile culturale au mai multe șanse de a fi discriminați decât cei care își abandonează cultura.
Majoritatea indivizilor prezintă variații atât în strategiile de aculturație ideale, cât și în cele alese, în diferite domenii ale vieții lor. De exemplu, în rândul imigranților, este adesea mai ușor și mai dorit să se adapteze la atitudinile societății gazdă față de politică și guvernare decât să se adapteze la noile atitudini privind religia, principiile, valorile și obiceiurile.

## Stresul de aculturație
Fluxul mare de imigranți din întreaga lume a stârnit interesul cercetătorilor pentru aculturație și pentru modul în care aceasta poate afecta în mod specific sănătatea prin modificarea nivelului de stres, a accesului la resursele de sănătate și a atitudinilor față de sănătate. Efectele aculturației asupra sănătății fizice sunt considerate a fi un factor major în paradoxul imigrantului, care susține că imigranții din prima generație tind să aibă rezultate mai bune în ceea ce privește sănătatea decât cei care nu sunt imigranți. Deși această concluzie fost puternic susținută, cea mai mare parte a literaturii academice susține concluzia opusă, respectiv că imigranții au rezultate mai slabe în materie de sănătate decât omologii lor din cultura gazdă.
O explicație credibilă pentru comportamentele și rezultatele negative în materie de sănătate (de exemplu, consumul de droguri, nașterile premature) asociate cu procesul de aculturație este teoria stresului de aculturație.  Acest tip de stres se referă la răspunsul la stres al imigranților ca urmare a experiențele lor de aculturație. Factorii de stres pot include, dar nu se limitează la presiunile legate de învățarea unei noi limbi, menținerea limbii materne, echilibrarea valorilor culturale diferite și medierea între nativi și gazde, care au diferențe în ceea ce privește comportamentele sociale acceptabile. Stresul de aculturație se poate manifesta în multe moduri, inclusiv, dar fără a se limita la anxietate, depresia, abuzul de droguri sau alcool și alte forme de neadaptare mentală și fizică. Stresul cauzat de aculturație a fost puternic documentat în cercetările fenomenologice privind aculturația unei mari varietăți de imigranți. Aceste cercetări au arătat că aculturația este o „experiență obositoare care necesită un flux constant de energie corporală” și este atât un „efort individual, cât și familial”, care implică „o singurătate de durată cauzată de barierele lingvistice aparent insurmontabile”.
O distincție importantă în ceea ce privește riscul de stres de aculturație este gradul de aprobare sau statutul de migrant, care poate fi foarte diferit dacă cineva intră într-o țară ca imigrant voluntar, refugiat, solicitant de azil sau rezident temporar. Potrivit mai multor studii, imigranții voluntari experimentează cu aproximativ 50% mai puțin stres de aculturație decât refugiații, ceea ce face ca această distincție să fie importantă. Schwartz (2010) consideră că există patru categorii principale de migranți: 
1. Imigranți voluntari: cei care își părăsesc țara de origine pentru a găsi un loc de muncă, oportunități economice, educație mai bună, căsătorie sau pentru a se reuni cu membrii familiei care au emigrat deja.
2. Refugiați: persoanele care au fost strămutate în mod involuntar din cauza persecuțiilor, a războiului sau a dezastrelor naturale.
3. Solicitanți de azil: cei care își părăsesc de bunăvoie țara de origine pentru a fugi de persecuție sau de violență.
4. Rezidenții temporari: cei care se stabilesc într-o țară nouă pentru o perioadă limitată de timp și cu un scop specific. Este important de reținut că acest grup intenționează să se întoarcă în totalitate în țara de origine.

Acest tip de distincție este importantă, dar stresul de aculturație poate varia semnificativ în cadrul și între grupurile etnice. 
O mare parte din lucrările științifice pe această temă s-au concentrat asupra imigranților asiatici și latino-americani, însă sunt necesare mai multe cercetări privind efectele stresului de aculturație asupra altor grupuri etnice de imigranți. În rândul hispanicilor și latino-americanilor din SUA, nivelurile mai ridicate de adoptare a culturii americane gazdă au fost asociate cu efecte negative asupra comportamentelor și rezultatelor în materie de sănătate, cum ar fi un risc crescut de depresie, discriminare și o mai scăzută stimă de sine. Cu toate acestea, unii indivizi raportează, de asemenea, că „găsesc ușurare și protecție în relații” și „se simt mai rău și apoi se simt mai bine cu ei înșiși, având competențe sporite” în timpul procesului de aculturație. Din nou, aceste diferențe pot fi atribuite vârstei imigrantului, modului în care un imigrant a părăsit țara de origine și modului în care imigrantul este primit atât de cultura de origine, cât și de cea gazdă. Cercetări recente au comparat procesele de aculturație ale imigranților legali mexicani ale imigranților mexicani ilegali în SUA. Acestea au constatat diferențe semnificative în ceea ce privește experiențele și nivelurile lor de stres de aculturație. Ambele grupuri de imigranți mexicani s-au confruntat cu riscuri similare de depresie și discriminare din partea gazdei (americanii), dar grupul de imigranți mexicani fără acte s-a confruntat, de asemenea, cu discriminare, ostilitate și excludere din partea propriului grup etnic (mexicanii) din cauza statutului lor ilegal. Aceste studii evidențiază complexitatea stresului de aculturație, gradul de variabilitate a rezultatelor în materie de sănătate și nevoia de specificitate în locul generalizărilor, atunci când se discută despre rezultatele potențiale sau reale în materie de sănătate.
Cercetătorii au descoperit recent un alt nivel de complicații în acest domeniu, în care datele din sondaje fie au combinat mai multe grupuri etnice, fie au etichetat un grup etnic în mod incorect. Atunci când au loc aceste generalizări, nuanțele și subtilitățile legate de experiența de aculturație sau de stres de aculturație a unei persoane sau a unui grup pot fi diluate sau pierdute. De exemplu, o mare parte din literatura de specialitate pe această temă utilizează date din  recensămintele din SUA. Recensământul îi etichetează pe arabii americani ca fiind „caucazieni” sau „albi”. Procedând astfel, acest set de date omite mulți factori ai experienței imigranților arabo-americani musulmani, inclusiv, dar nu numai, aculturația și stresul de aculturație. Acest lucru este deosebit de important după evenimentele de la 11 septembrie 2001, deoarece arabo-americanii musulmani s-au confruntat cu prejudecăți și discriminare crescute, lăsând această comunitate etnico-religioasă cu un risc crescut de stres de aculturație. Cercetările axate pe experiența de aculturație a adolescenților arabo-americani musulmani au constatat, de asemenea, că tinerii care se confruntă cu stresul aculturativ în timpul procesului de formare a identității prezintă un risc mai mare de stimă de sine scăzută, anxietate și depresie.
Unii cercetători susțin că educația, sprijinul social, speranța în ceea ce privește oportunitățile de angajare, resursele financiare, coeziunea familială, menținerea valorilor culturale tradiționale și un statut socioeconomic ridicat servesc drept protecții sau mediatori împotriva stresului de aculturație. Lucrările anterioare arată că educația limitată, un nivel scăzut al statutului socioeconomic și slaba utilizare a forței de muncă sporesc stresul de aculturație. Având în vedere că acest domeniu de cercetare este în creștere rapidă, sunt necesare mai multe cercetări pentru a înțelege mai bine modul în care anumite subgrupuri sunt afectate în mod diferențiat, modul în care stereotipurile și prejudecățile au influențat întrebările anterioare de cercetare despre stresul de aculturație și modalitățile în care acesta poate fi mediat în mod eficient.

## Alte urmări

### Cultura
Atunci când indivizii dintr-o anumită cultură sunt expuși la o altă cultură (gazdă), care este mai prezentă în zona în care trăiesc, unele aspecte ale culturii gazdă vor fi probabil preluate și amestecate cu aspecte ale culturii originale a indivizilor. În situații de contact continuu, culturile au făcut schimb și au îmbinat alimente, muzică, dansuri, îmbrăcăminte, unelte și tehnologii. Acest tip de schimb cultural poate fi legat de aculturația selectivă care se referă la procesul de menținere a conținutului cultural prin cercetarea utilizării limbii, a credinței religioase și a normelor familiale ale acelor indivizi. Schimbul cultural poate avea loc fie în mod natural, prin contacte extinse, fie mai rapid, prin apropriere culturală sau imperialism cultural.
Aproprierea culturală este adoptarea unor elemente specifice unei culturi de către membrii unui grup cultural diferit. Aceasta poate include introducerea unor forme de îmbrăcăminte sau de înfrumusețare personală, muzică și artă, religie, limbă sau comportament. Aceste elemente sunt de obicei importate în cultura existentă și pot avea semnificații extrem de diferite sau pot fi lipsite de subtilitățile contextului lor cultural original. Din acest motiv, însușirea culturală în scopul obținerii de câștiguri bănești este privită în mod obișnuit în mod negativ și a fost numită uneori „furt cultural”.
Imperialismul cultural este o practică de promovare a culturii sau limbii unei națiuni în altă națiune, care apare de obicei în situații în care asimilarea este strategia dominantă de aculturație. Imperialismul cultural poate lua forma unei politici active, oficiale, sau a unei atitudini generale privind superioritatea culturală.

### Limba
În unele cazuri, aculturația are ca rezultat adoptarea limbii unei alte țări, care este apoi modificată în timp pentru a deveni o limbă nouă, distinctă. De exemplu, hanzi, limba scrisă a limbii chineze, a fost adaptată și modificată de alte culturi apropiate, printre care: Japonia (ca kanji), Coreea (ca hanja) și Vietnam (ca hán tự). Evreii, care au trăit adesea ca minorități etnice, au dezvoltat limbi distincte derivate din limbile comune ale țărilor în care trăiau (de exemplu, idiș din germana superioară și ladino din spaniola veche).
Un alt efect comun al aculturației asupra limbii este formarea de limbi pidgin. Pidgin este o limbă mixtă care s-a dezvoltat pentru a facilita comunicarea între membrii unor culturi diferite aflate în contact, de obicei în situații de comerț sau colonialism. De exemplu, engleza pidgin este o formă simplificată a limbii engleze amestecată cu o parte din limba unei alte culturi. Unele limbi pidgin se pot transforma într-o limbă creolă, care sunt vorbite ca primă limbă.

### Alimentele
Obiceiurile alimentare și consumul de alimente sunt afectate de aculturație la diferite niveluri. Cercetările au indicat că obiceiurile alimentare sunt discrete și practicate în mod privat, iar schimbările se produc lent. Consumul de noi produse alimentare este afectat de disponibilitatea ingredientelor autohtone, de oportunitate și de costuri. Prin urmare, este probabil să aibă loc o schimbare imediată. Aspectele aculturației alimentare includ pregătirea, prezentarea și consumul de alimente. Diferitele culturi au moduri diferite de a pregăti, servi și consuma mâncarea. Atunci când sunt expuși la o altă cultură pentru o perioadă lungă de timp, indivizii tind să preia aspecte ale obiceiurilor alimentare ale culturii „gazdă” și să le mixeze cu cele proprii. În astfel de cazuri, aculturația este puternic influențată de cunoștințele alimentare generale sau de cunoașterea tipurilor unice de alimente pe care le au în mod tradițional diferite culturi, de mass-media și de interacțiunea socială. Aceasta permite ca diferite culturi să fie expuse una față de cealaltă, ceea ce face ca unele aspecte să se întrepătrundă și, de asemenea, să devină mai acceptabile pentru indivizii din fiecare dintre culturile respective..

## Controverse și polemici

### Definiții
Antropologii fac o distincție semantică între nivelul de aculturație de grup și cel individual. În astfel de cazuri, termenul transculturație este folosit pentru a defini aculturația individuală de origine străină și are loc la o scară mai mică, cu un impact mai puțin vizibil. Cercetătorii care fac această distincție folosesc termenul „aculturație” doar pentru abordarea tranzacțiile culturale la scară largă. Prin urmare, aculturația este procesul prin care imigranții obțin noi informații și cunoștințe despre normele și valorile culturii lor și își adaptează comportamentele la cultura gazdă.

### Modele recomandate
Majoritatea cercetărilor par să indice că modelul integraționist al aculturației conduce la cele mai favorabile rezultate psihologice iar marginalizarea la cele mai puțin favorabile. O analiză statistică inițială a literaturii despre aculturație a constatat că aceste rezultate sunt neclare. Cu toate acestea, o analiză statistică mai amănunțită a 40 de studii a arătat că integrarea a fost într-adevăr găsită ca având o „relație semnificativă, slabă și pozitivă cu adaptarea psihologică și socioculturală”. Un studiu realizat de Berry (2006), care a inclus 7.997 de adolescenți imigranți din 13 țări, a constatat că băieții imigranți tind să aibă o adaptare psihologică ușor mai bună decât fetele imigrante. În general, s-a constatat că imigranții din profilul de integrare au fost mai bine adaptați decât cei din alte profiluri. Discriminarea percepută a fost, de asemenea, legată negativ atât de adaptarea psihologică, cât și de cea socioculturală. Există mulți factori care pot explica diferențele dintre aceste constatări, inclusiv cât de diferite sunt cele două culturi care interacționează și gradul de dificultate a integrării. Aceste tipuri de factori explică parțial de ce afirmațiile generale despre abordările privind aculturația nu sunt suficiente pentru a prezice o adaptare reușită. Pe măsură ce cercetările în acest domeniu s-au extins, un studiu a identificat marginalizarea ca fiind o strategie de aculturație adaptivă nocivă.

### Abordare tipologică
Mai mulți teoreticieni au afirmat că modelele cvadruple de aculturație sunt prea simpliste pentru a avea valabilitate predictivă. Unele dintre criticile comune ale acestor modele includ faptul că indivizii nu se încadrează adesea în niciuna dintre cele patru categorii și că există foarte puține dovezi pentru existența aplicată a strategiei de aculturație prin marginalizare. În plus, bidirecționalitatea aculturației înseamnă că, ori de câte ori două grupuri sunt angajate într-un schimb cultural, sunt posibile 16 permutări ale strategiilor de aculturație (de exemplu, un individ integraționist într-o cultură gazdă asimilaționistă). Conform cercetării, o altă critică a celor patru aspecte ale aculturației este că oamenii sunt mai puțin predispuși să cultive o percepție de sine, dar fie nu asimilează alte culturi, fie continuă culturile moștenite. Modelul interactiv de aculturație reprezintă o alternativă propusă la abordarea tipologică, încercând să explice procesul de aculturație într-un cadru al politicilor de stat și al interacțiunii dinamice dintre comunitatea gazdă și orientările de aculturație ale imigranților.